# Vuokatti

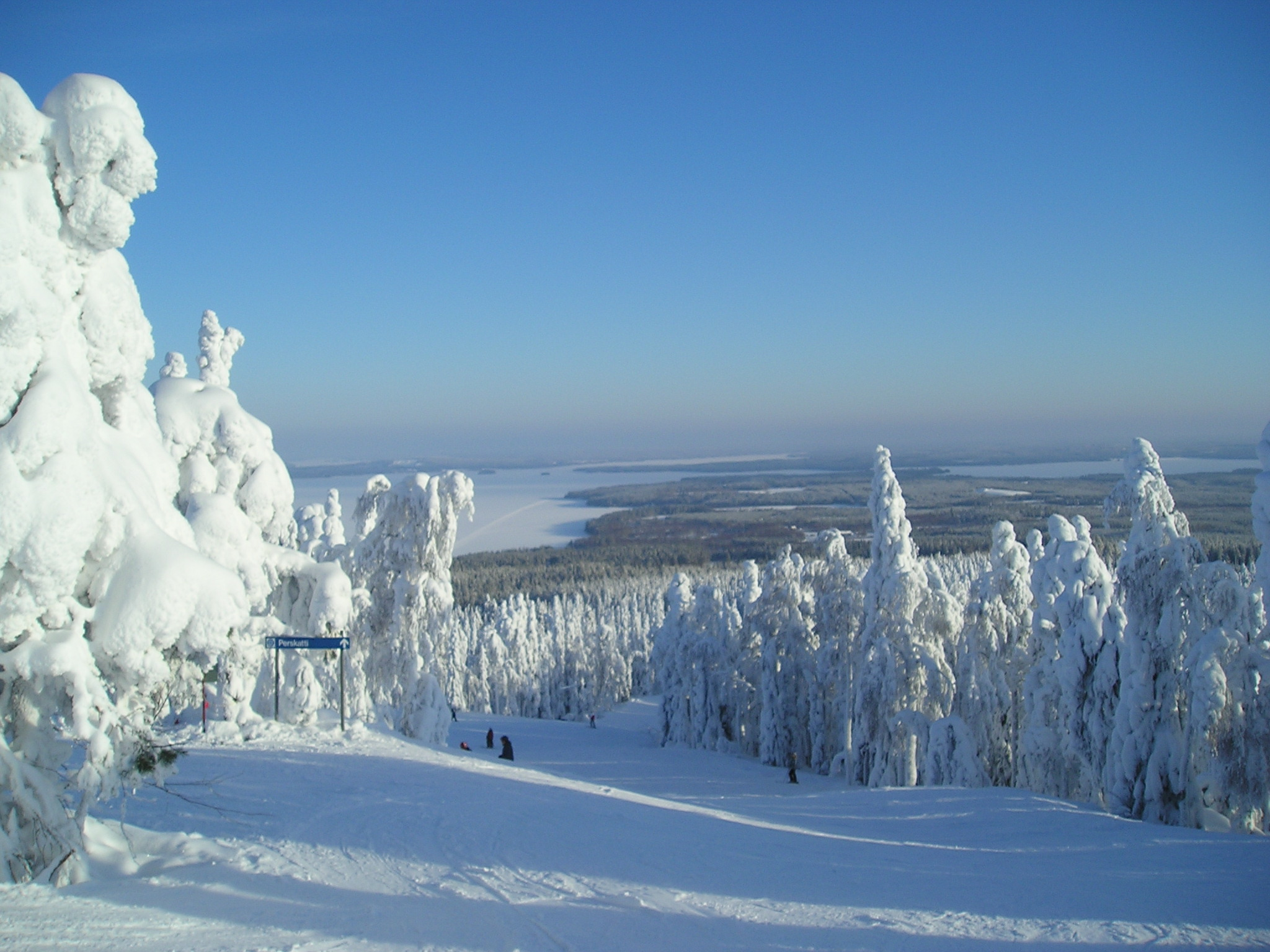
Una pista sciistica di Vuokatti

Vuokatti è una stazione sciistica finlandese che sorge nel territorio di Sotkamo, nella regione del Kainuu (distretto di Kajaani).
Specializzata nello sci nordico, è attrezzata con piste per lo sci di fondo e il trampolino Hyppyrimäki. Ha ospitato i Campionati mondiali juniores di sci nordico 1992, numerose tappe della Coppa del Mondo di combinata nordica e una di quella di sci di fondo, oltre ad alcune gare minori di sci alpino e snowboard.